# Friso ten Holt
Henri Friso (Friso) ten Holt (Argelès-Gazost, 6 april 1921 – Callantsoog, 20 december 1997) was een Nederlands glazenier, graficus en schilder.

## Leven en werk
Ten Holt werd geboren in Frankrijk uit Nederlandse ouders. Hij was een zoon van de schilder Henri Friso ten Holt (1884-1968) en Catharina Maria Cox (1897-1978), en een broer van de componist Simeon ten Holt (1923-2012). 
Ten Holt groeide op in Bergen. Hij bezocht het Murmellius Gymnasium te Alkmaar, maar behaalde zijn eindexamen aan de Rijks-HBS in die stad. Als kunstenaar kreeg hij eerst les van zijn vader en werd hij daarna opgeleid aan de Amsterdamse Rijksacademie als leerling van Johannes Hendricus Jurres. Hij schilderde onder meer landschappen, naakten, portretten en Bijbelse voorstellingen en maakte daarnaast glas-in-loodramen, gravures, litho's en wandkleden. Zijn ramen werden onder meer uitgevoerd door Toon Berg.
In de jaren vijftig maakte Ten Holt reizen naar Frankrijk (waar hij verbleef bij Corneille en Karel Appel) en Italië. In 1955 werkte hij mee aan E55, in hetzelfde jaar kocht hij een vakantiewoning in Callantsoog. In 1957 nam hij deel aan de Biënnale van São Paulo. Van 1962 - 1970 had hij veel succes in Engeland waar hij veel werken verkocht en te zien was in Monitor, het veertiendaags programma over de kunsten van de BBC televisie. Vanaf de jaren zestig was Ten Holt als docent verbonden aan de Gerrit Rietveld Academie (1966-1969) en de Rijksacademie (1969-1984) in Amsterdam en Ateliers '63 in Haarlem. Leerlingen van hem waren Catrien van Amstel, Frank Boom, Carin Campfens, Edgar Johannes Conradi, Jos Dijkman, Bob Fernhout, Willem Götze, Gea Karhof, Jeroen Krabbé, Erik Oldenhof, Cécile Reijnders en Peter Schenk.
Hij was in 1968 jurylid voor de Koninklijke Subsidie voor Vrije Schilderkunst. Hij was lid van de Beroepsvereniging van Beeldende Kunstenaars en de Hollandse Aquarellisten Kring en stond aan de wieg van het KunstenaarsCentrumBergen (KCB).
Ten Holt exposeerde in binnen- en buitenland. In 1987 werd in de Oude Ursulakerk in Warmenhuizen een overzichtstentoonstelling van zijn werk gehouden. Bij een postume tentoonstelling Over en weer in Museum Kranenburgh in Bergen (2010), werd getoond hoe het kubistische werk van Ten Holt zijn vader beïnvloedde en diens werk weer inspiratie opleverde voor Ten Holt.
De kunstenaar overleed in 1997, op 76-jarige leeftijd.

## Werken (selectie)
- Verdrijving uit het paradijs (1956), glas-in-loodraam voor de Adventkerk in Loosduinen
- ramen voor de Doopsgezinde kerk in Slotermeer
- gedenkraam (1980) ter herinnering aan het beleg van Haarlem, voor de Grote of Sint-Bavokerk in Haarlem

## Afbeeldingen

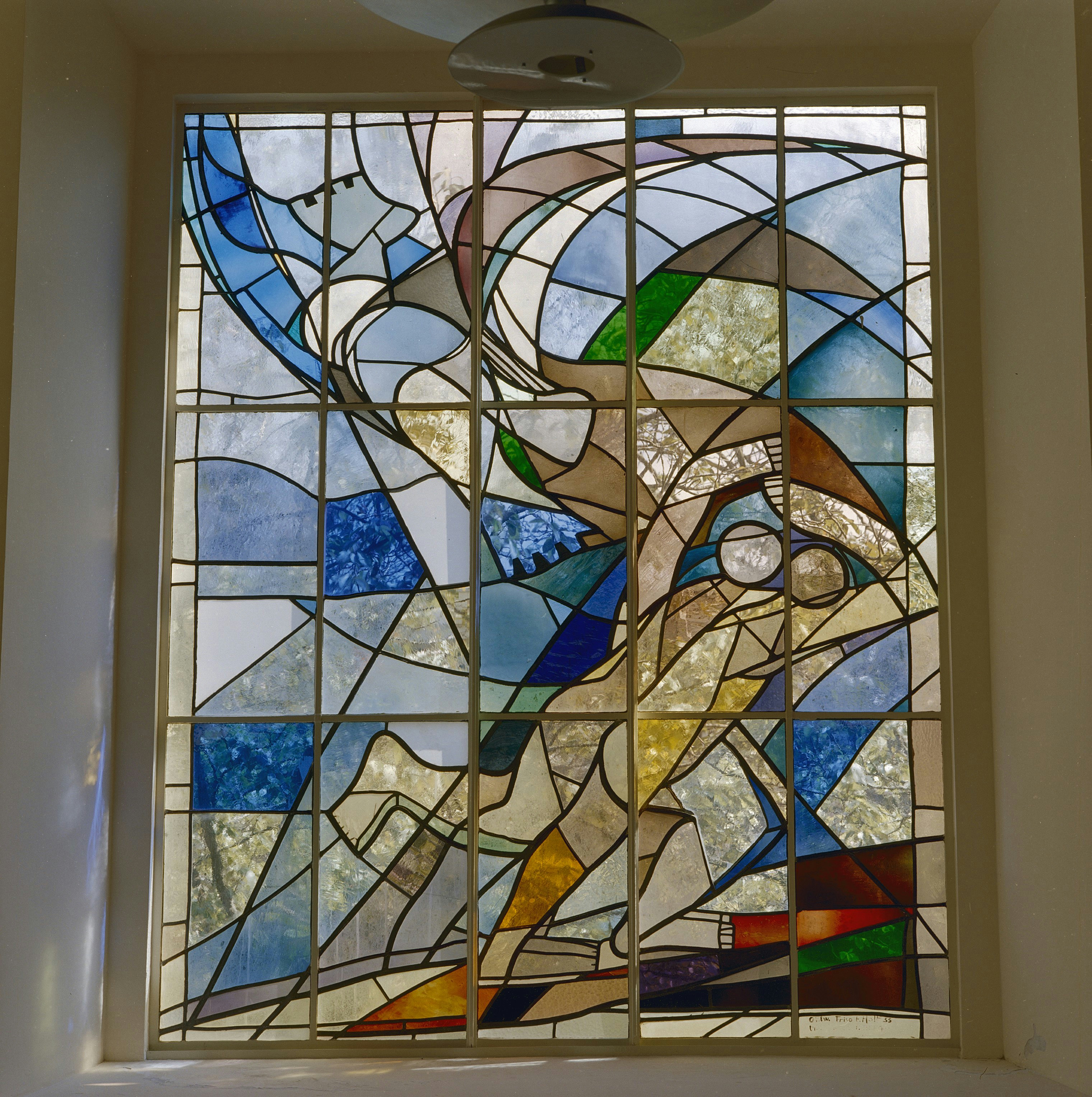
Adventkerk, Loosduinen
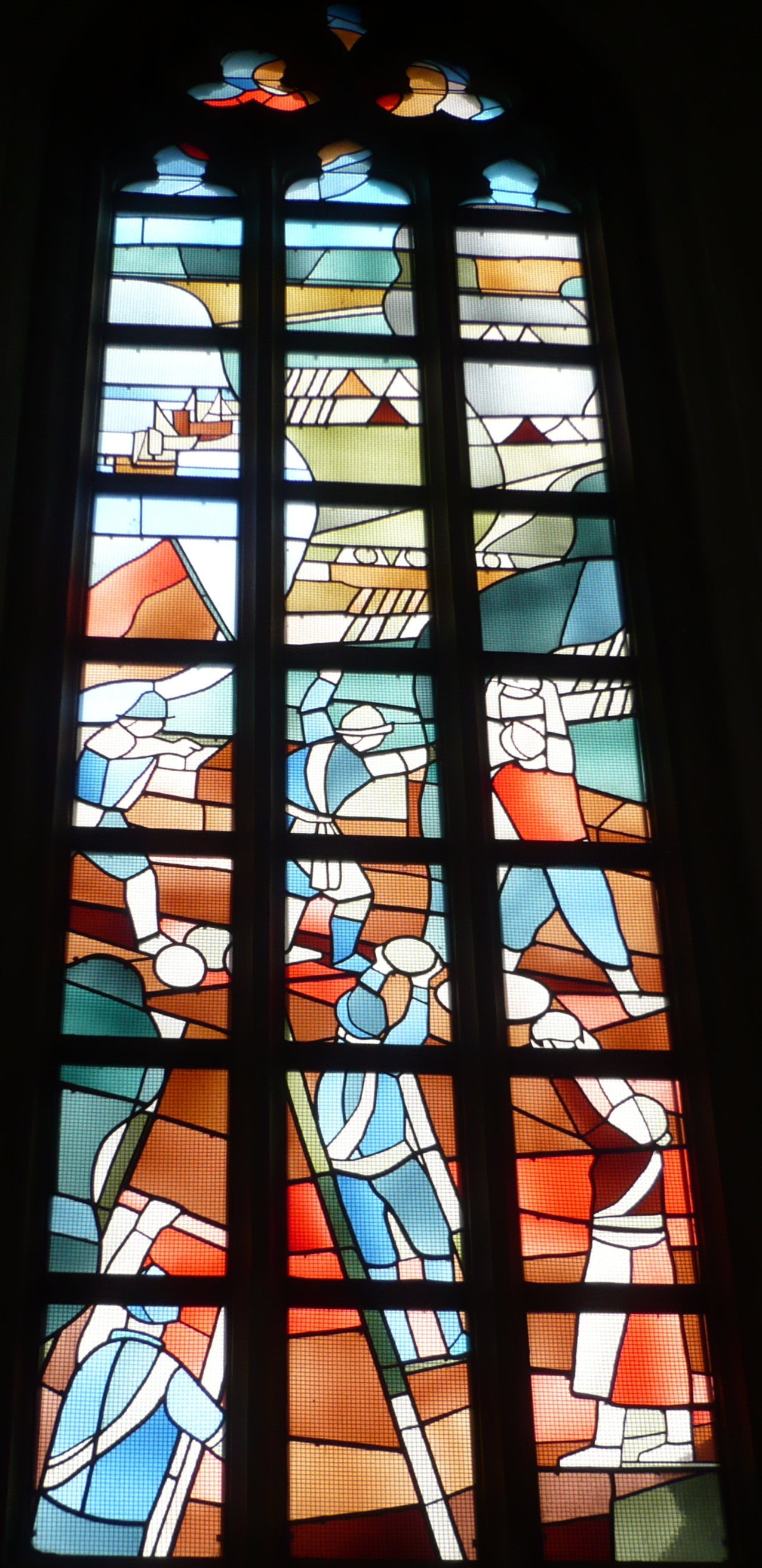
Sint-Bavokerk, Haarlem